# Atletica leggera ai Giochi della XXI Olimpiade - Salto in alto femminile

Video della Finale

Il salto in alto ha fatto parte del programma femminile di atletica leggera ai Giochi della XXI Olimpiade. La competizione si è svolta nei giorni 26 e 28 luglio 1976 allo Stadio Olimpico (Montréal).

## Presenze ed assenze delle campionesse in carica
| Competizione      | Atleta              | Prestazione | Montréal 1976 |
| ----------------- | ------------------- | ----------- | ------------- |
| Olimpiadi 1972    | Ulrike Meyfarth     | 1,92 m      | Presente      |
| Commonwealth 1974 | Barbara Lawton      | 1,84 m      | Non selez.    |
| Europei 1974      | Rosemarie Ackermann | 1,95 m      | Presente      |
| Asiatici 1974     | Orit Abramovitz     | 1,78 m      | Non qual.     |
| Panamericani 1975 | Joni Huntley        | 1,89 m      | Presente      |

1. ↑  Durante la stagione la tedesca Est ha stabilito il nuovo record mondiale con 1,96 m.

## Gara
Nelle fasi eliminatorie sono ben 21 le atlete a superare la misura richiesta: è un record ai Giochi olimpici. Ciononostante si contano delle escluse eccellenti, tra cui la campionessa olimpica Ulrike Meyfarth, l'atleta di casa Debbie Brill (prima donna ad adottare a livello internazionale lo stile Fosbury), e la cecoslovacca Věra Bradáčová.

In finale le migliori entrano in gara a 1,75; solo la bulgara Blagoeva comincia a saltare a 1,78. Tutto fila liscio fino a 1,89, quando la tedesca dell'Est Ackermann, primatista mondiale e campionessa europea in carica, sbaglia la prima prova. Sara Simeoni invece va su sicura e passa in testa alla gara, insieme alla Blagoeva ed alla cecoslovacca Mračnová.

A 1,91 la Ackermann e la Simeoni fanno centro al primo tentativo, la Blagoeva al secondo mentre la Mracnova viene eliminata. A 1,93, misura che vale il nuovo record olimpico, tutte e tre sbagliano la prima prova. La Ackermann va su alla seconda, invece la Simeoni e la Blagoeva falliscono i rimanenti tentativi, sicché l'oro sorride alla tedesca dell'Est.

## Risultati

### Turno eliminatorio
Lunedì 26 luglio 1976, ore 10:00.
Qualificazione1,80 m (Q) o le migliori 12 atlete classificate (q)
| Pos | Gruppo | Atleta                   | Nazione          | Salti | Salti | Salti | Salti | Uscita | Note |
| Pos | Gruppo | Atleta                   | Nazione          | 1,70  | 1,75  | 1,78  | 1,80  | Uscita | Note |
| --- | ------ | ------------------------ | ---------------- | ----- | ----- | ----- | ----- | ------ | ---- |
| 1   | A      | Brigitte Holzapfel       | Germania Ovest   | –     | –     | O     | O     | 1,80   | Q    |
| 1   | A      | Gàlina Filatova          | Unione Sovietica | –     | O     | O     | O     | 1,80   | Q    |
| 1   | A      | Joni Huntley             | Stati Uniti      | O     | O     | –     | O     | 1,80   | Q    |
| 1   | A      | Ria Ahlers               | Paesi Bassi      | O     | O     | O     | O     | 1,80   | Q    |
| 1   | A      | Jordanka Blagoeva        | Bulgaria         | O     | O     | O     | O     | 1,80   | Q    |
| 1   | A      | Marie-Christine Debourse | Francia          | O     | O     | O     | O     | 1,80   | Q    |
| 1   | A      | Anne-Marie Pira          | Belgio           | O     | O     | O     | O     | 1,80   | Q    |
| 1   | A      | Sara Simeoni             | Italia           | O     | O     | O     | O     | 1,80   | Q    |
| 1   | A      | Tatiana Schlyachto       | Unione Sovietica | O     | O     | O     | O     | 1,80   | Q    |
| 1   | A      | Snežana Hrepevnik        | Jugoslavia       | O     | O     | O     | O     | 1,80   | Q    |
| 1   | A      | Andrea Mátay             | Ungheria         | O     | O     | O     | O     | 1,80   | Q    |
| 1   | A      | Julie White              | Canada           | O     | O     | O     | O     | 1,80   | Q    |
| 13  | A      | Cornelia Popa            | Romania          | O     | XO    | O     | O     | 1,80   | Q    |
| 14  | A      | Louise Hannah-Walker     | Canada           | O     | XXO   | O     | O     | 1,80   | Q    |
| 15  | A      | Rosemarie Ackermann      | Germania Est     | –     | O     | O     | XO    | 1,80   | Q    |
| 15  | A      | Mária Mračnová           | Cecoslovacchia   | O     | O     | O     | XO    | 1,80   | Q    |
| 15  | B      | Audrey Reid              | Giamaica         | O     | O     | O     | XO    | 1,80   | Q    |
| 18  | B      | Susann Sundkvist         | Finlandia        | O     | XO    | O     | XO    | 1,80   | Q    |
| 18  | B      | Annette Tånnander        | Svezia           | O     | XO    | O     | XO    | 1,80   | Q    |
| 20  | A      | Milada Karbanová         | Cecoslovacchia   | O     | O     | XO    | XO    | 1,80   | Q    |
| 21  | B      | Paula Girven             | Stati Uniti      | O     | O     | XXO   | XO    | 1,80   | Q    |
| 22  | A      | Rita Kirst               | Germania Est     | XO    | O     | O     | XXX   | 1,78   |      |
| 22  | A      | Ulrike Meyfarth          | Germania Ovest   | XO    | O     | O     | XXX   | 1,78   |      |
| 24  | B      | Donatella Bulfoni        | Italia           | O     | O     | XXX   |       | 1,75   |      |
| 25  | A      | Věra Bradáčová           | Cecoslovacchia   | O     | XXO   | XXX   |       | 1,75   |      |
| 25  | B      | Maria Luiza Betioli      | Brasile          | O     | XXO   | XXX   |       | 1,75   |      |
| 27  | A      | Nadezhda Marinenko       | Unione Sovietica | O     | XXX   |       |       | 1,70   |      |
| 27  | B      | Mikiko Sone              | Giappone         | O     | XXX   |       |       | 1,70   |      |
| 27  | B      | Pamela Spencer           | Stati Uniti      | O     | XXX   |       |       | 1,70   |      |
| 27  | B      | Astrid Tveit             | Norvegia         | O     | XXX   |       |       | 1,70   |      |
| 31  | B      | Moira Walls              | Gran Bretagna    | XO    | XXX   |       |       | 1,70   |      |
| –   | A      | Debbie Brill             | Canada           | XXX   |       |       |       | NM     |      |
| –   | B      | Denise Brown             | Gran Bretagna    | XXX   |       |       |       | NM     |      |
| –   | B      | Þórdís Gísladóttir       | Islanda          | XXX   |       |       |       | NM     |      |
| –   | B      | Giuseppina Grassi        | San Marino       | XXX   |       |       |       | NM     |      |

### Finale
Mercoledì 28 luglio 1976, ore 14:00.
| Pos | Atleta                   | Nazione          | Salti | Salti | Salti | Salti | Salti | Salti | Salti | Salti | Salti | Misura | Note            |
| Pos | Atleta                   | Nazione          | 1,70  | 1,75  | 1,78  | 1,81  | 1,84  | 1,87  | 1,89  | 1,91  | 1,93  | Misura | Note            |
| --- | ------------------------ | ---------------- | ----- | ----- | ----- | ----- | ----- | ----- | ----- | ----- | ----- | ------ | --------------- |
|     | Rosemarie Ackermann      | Germania Est     | –     | O     | –     | O     | O     | O     | XO    | O     | XO    | 1,93   | Record olimpico |
|     | Sara Simeoni             | Italia           | –     | O     | O     | O     | O     | O     | O     | O     | XXX   | 1,91   |                 |
|     | Jordanka Blagoeva        | Bulgaria         | –     | –     | O     | O     | O     | O     | O     | XO    | XXX   | 1,91   |                 |
| 4   | Mária Mračnová           | Cecoslovacchia   | –     | O     | –     | O     | O     | O     | O     | XXX   |       | 1,89   |                 |
| 5   | Joni Huntley             | Stati Uniti      | –     | XO    | O     | XXO   | O     | O     | XO    | XXX   |       | 1,89   |                 |
| 6   | Tatiana Shljakhto        | Unione Sovietica | O     | O     | O     | O     | O     | O     | XXX   |       |       | 1,87   |                 |
| 7   | Annette Tånnander        | Svezia           | O     | O     | O     | O     | O     | XO    | XXX   |       |       | 1,87   |                 |
| 8   | Cornelia Popa            | Romania          | –     | –     | O     | O     | O     | XXO   | XXX   |       |       | 1,87   |                 |
| 9   | Andrea Mátay             | Ungheria         | –     | O     | O     | O     | O     | XXO   | XXX   |       |       | 1,87   |                 |
| 10  | Julie White              | Canada           | O     | XO    | O     | O     | O     | XXO   | XXX   |       |       | 1,87   |                 |
| 11  | Brigitte Holzapfel       | Germania Ovest   | –     | –     | –     | XXO   | O     | XXO   | XXX   |       |       | 1,87   |                 |
| 12  | Gàlina Filatova          | Unione Sovietica | –     | O     | XO    | O     | O     | XXX   |       |       |       | 1,84   |                 |
| 12  | Snežana Hrepevnik        | Jugoslavia       | –     | O     | O     | XO    | O     | XXX   |       |       |       | 1,84   |                 |
| 12  | Ria Ahlers               | Paesi Bassi      | –     | O     | O     | XO    | O     | XXX   |       |       |       | 1,84   |                 |
| 15  | Susann Sundqvist         | Finlandia        | –     | O     | –     | O     | XO    | XXX   |       |       |       | 1,84   |                 |
| 15  | Marie-Christine Debourse | Francia          | –     | O     | –     | O     | XO    | XXX   |       |       |       | 1,84   |                 |
| 17  | Anne-Marie Pira          | Belgio           | –     | O     | O     | O     | XO    | XXX   |       |       |       | 1,84   |                 |
| 18  | Paula Girven             | Stati Uniti      | O     | O     | –     | XXO   | XXO   | XXX   |       |       |       | 1,84   |                 |
| 19  | Milada Karbanová         | Cecoslovacchia   | –     | O     | XO    | XXO   | XXX   |       |       |       |       | 1,81   |                 |
| 20  | Louise Hannah-Walker     | Canada           | O     | O     | XO    | XXX   |       |       |       |       |       | 1,78   |                 |
| 21  | Audrey Reid              | Giamaica         | O     | XO    | XO    | XXX   |       |       |       |       |       | 1,78   |                 |